# Nativité (Petrus Christus)
La Nativité est un tableau du peintre primitif flamand Petrus Christus,, daté entre 1450 et 1465, et conservé à la National Gallery of Art de Washington DC, aux États-Unis depuis 1937 . Ce panneau, de grandes dimensions comparé aux autres tableaux du peintre, est considéré comme l’une des œuvres les plus achevées de l’artiste. Pour la distinguer d'autres « Nativités », on l'appelle la Nativité de Washington.

## Contexte

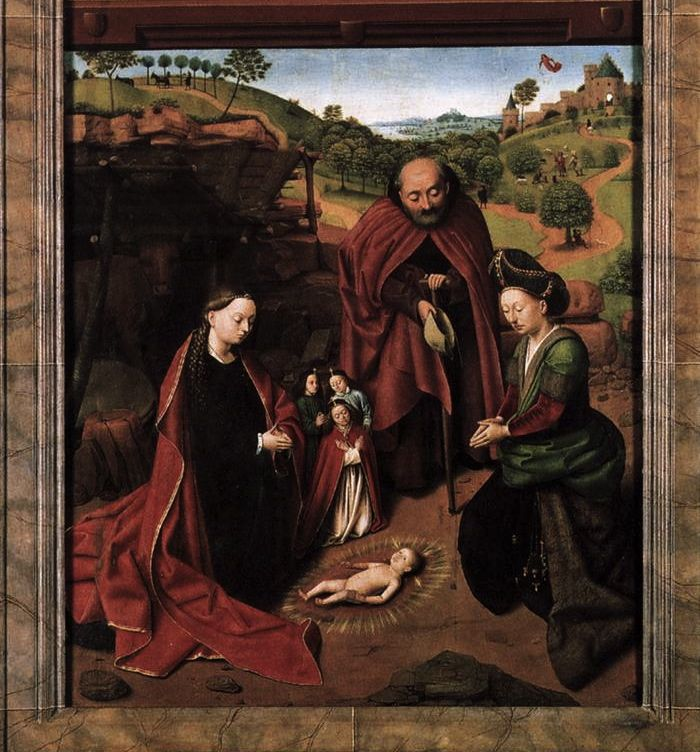
Petrus Christus, Annonciation et nativité (1452), Gemäldegalerie, partie inférieure.

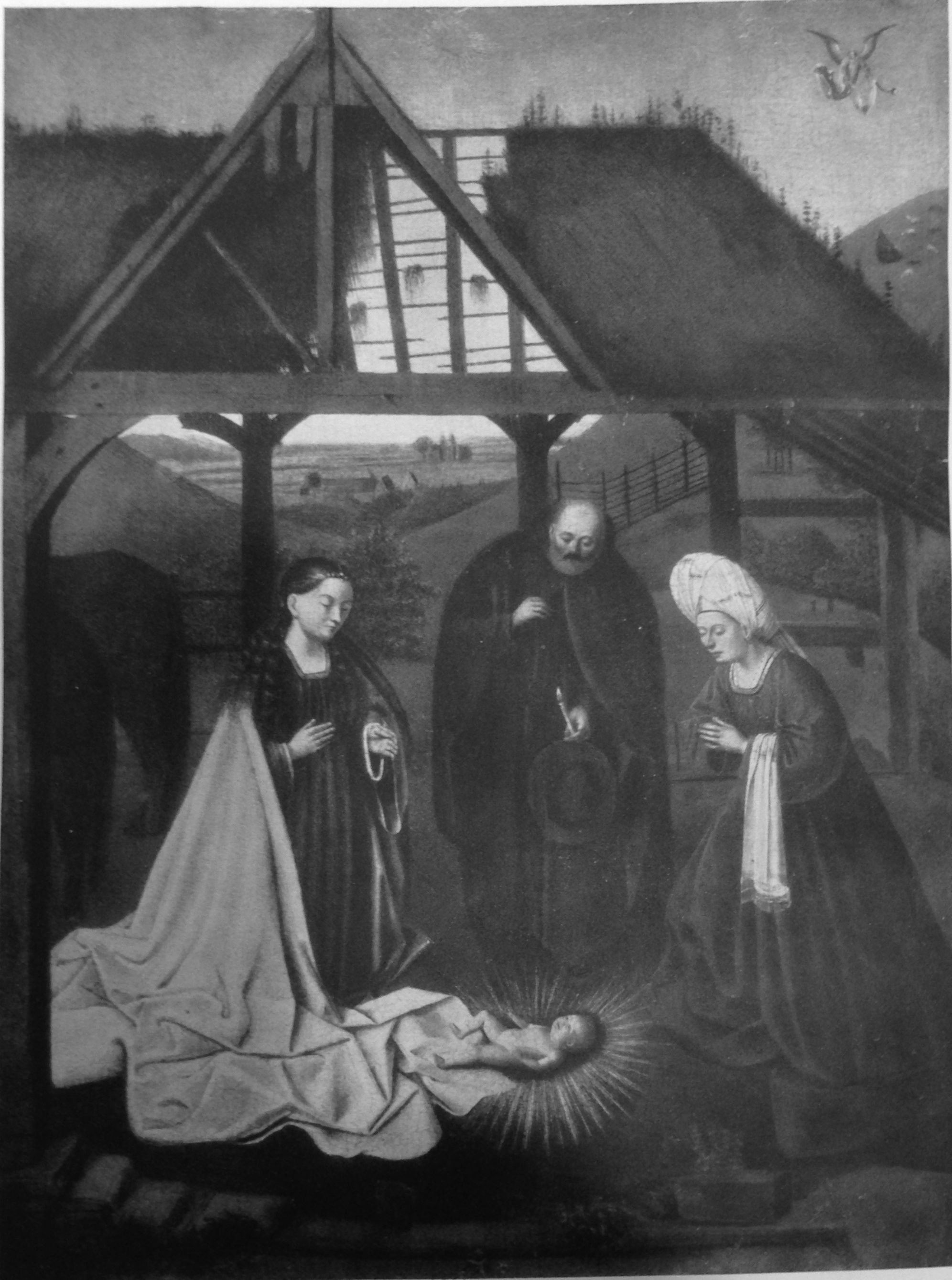
Petrus Christus, Nativité (première version), collection particulière.

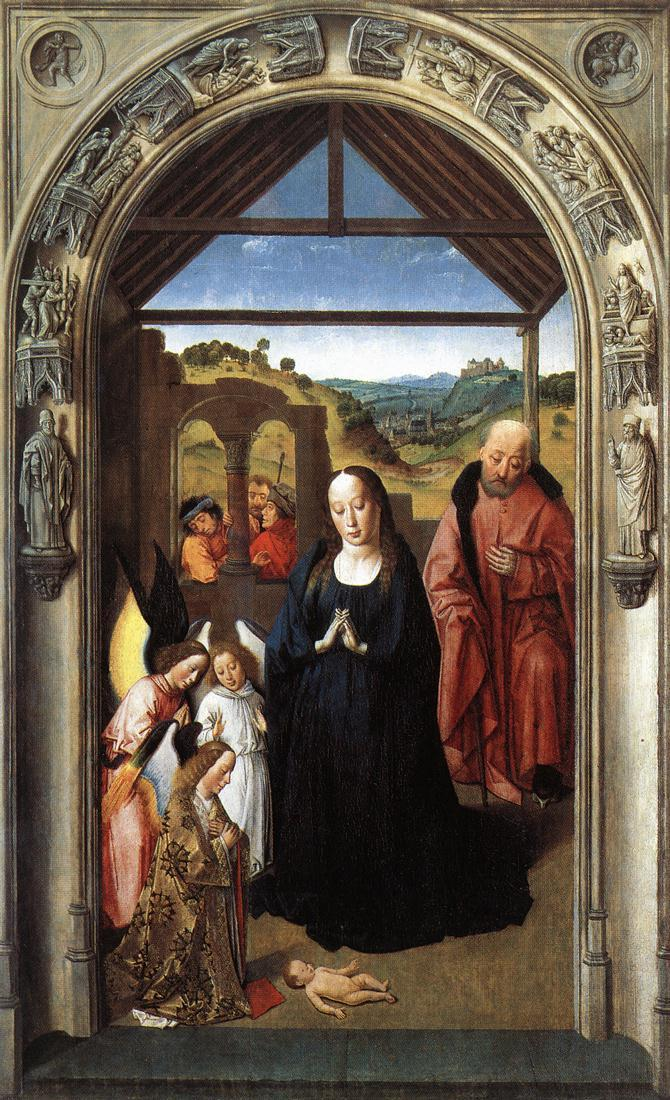
Dieric Bouts, Nativité (1445), Musée du Prado.

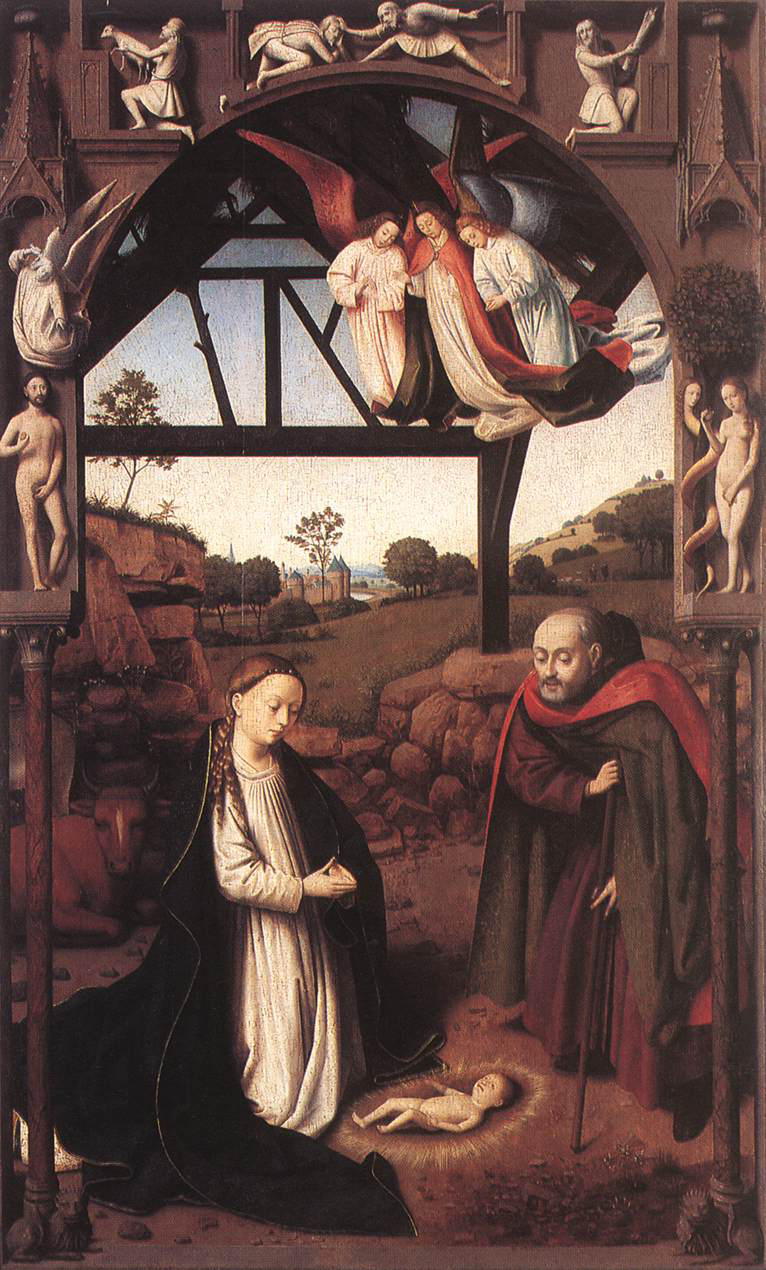
Petrus Christus, Nativité (1452), Groeningemuseum, Bruges.

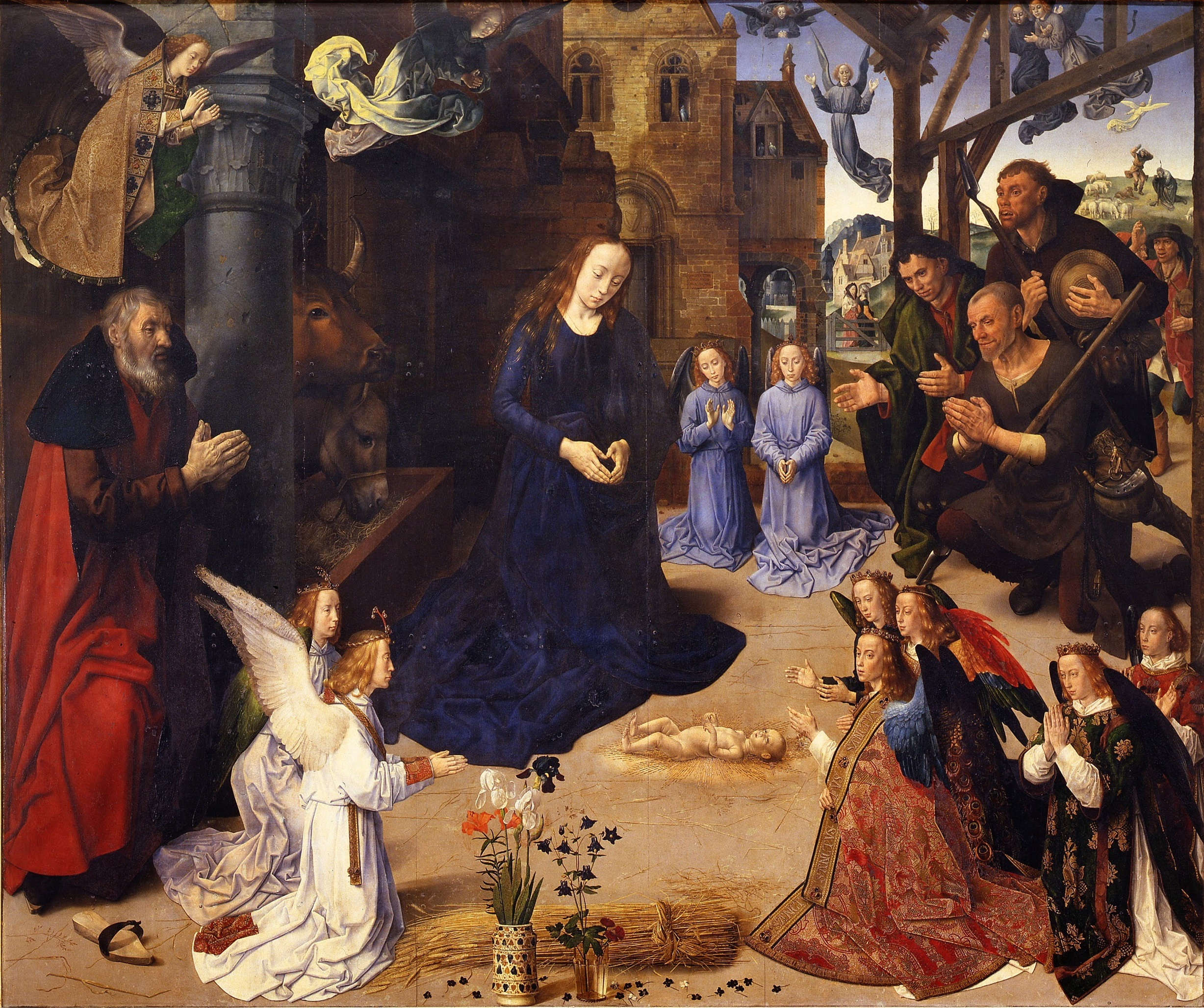
Hugo van der Goes, Triptyque Portinari (1476-1478), Galerie des Offices.

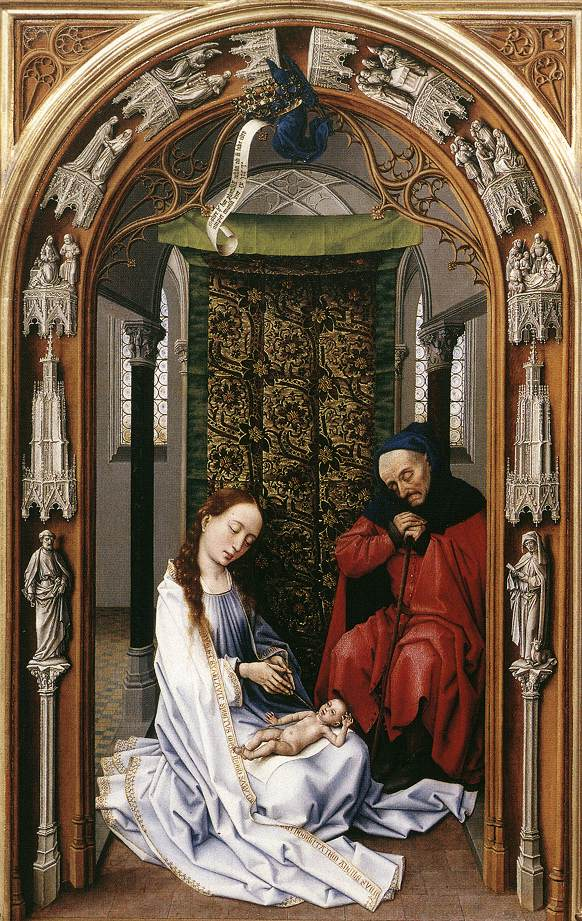
Rogier van der Weyden, Nativité, volet gauche du Retable de Miraflores.

Ce panneau est l'un des quatre tableaux, et le dernier en date, que Petrus Christus a réalisé sur ce thème. Le premier se trouve dans une collection espagnole privée et est seulement reproduit dans l'ouvrage de Friedländer,. Une autre version se trouve à Berlin, et une troisième à Bruges. La version de Berlin est la partie inférieure d'un panneau double, conservé à la Gemäldegalerie. Dans sa composition, elle est proche du tableau espagnol. Quant à la version de Bruges, conservée au Groeningemuseum, elle peut être considéré comme une première ébauche de la Nativité de Washington, mais moins complexe dans sa composition. 
Petrus Christus a bien entendu eu connaissance des tableaux réalisés par d'autres primitifs flamands. On peut ainsi comparer le tableau de Petrus Christus  à une Nativité de Dirk Bouts, datée de 1445, donc certainement antérieure. De même, le volet gauche du retable de Miraflores de Rogier van der Weyden présente, dans son architecture, des ressemblances frappantes avec le panneau de Petrus Christus.

## Composition
Ce que l'on constate tout de suite, c'est la présence d'un portail en plein cintre qui encadre la scène intérieure. Ce style se rencontre aussi fréquemment chez d'autres primitifs flamands, et notamment chez Hans Memling, et a pour but de créer une séparation entre le spectateur et le volume où se place la scène. Dans le cas présent, les personnes et les scènes représentées en grisaille dans le portique ont une signification qui se rapporte au péché originel et à la rédemption de l'homme par le sacrifice ultérieur du Christ.  
Deux piliers en peints en marbre rouge supportent des chapiteaux sur lequel sont placés Adam et Ève, la pomme à la main. Les colonnes elles-mêmes sont portées par deux personnages amaigris.
La perspective est particulièrement visible dans le rendu de la grange en ruine. Le point de fuite se trouve au centre du tableau. Le tableau est partagé en deux parts égales par une ligne horizontale imaginaire sur laquelle sont alignés les  deux piédestaux et les têtes de Marie et Joseph. 
Certains symboles sont présents dans de nombreuses Nativités. Les chaussures aux pieds de Joseph peuvent être vues comme  une allusion au chapitre 3.5 de l’Exode quand Dieu dit à Moïse : « N'approche pas d'ici, ôte tes souliers de tes pieds, car le lieu sur lequel tu te tiens est une terre sainte. » Les anges agenouillés représentent certains des  chœurs angéliques ; différemment habillés, ils portent les vêtements liturgiques propres aux divers ordres en vigueur.

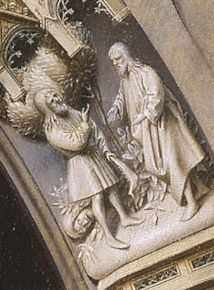
Reproches de Dieu le père à Caïn qui vient de tuer son frère Abel.

L'arc surmontant les personnages d'Adam et Ève est décoré de six scènes de l'Ancien Testament qui sont autant de représentations des péchés et de leur châtiments. Ces scènes tirées du Livre de la Genèse sont, de gauche à droite, Adam et Ève chassés du jardin d’Éden, Adam et Ève travaillant « à la sueur de leur front », Caïn et Abel faisant leur offrande, le meurtre d'Abel par Caïn, le Seigneur s'adressant à Caïn, et le départ de Caïn pour la terre de Nod. L'avant-dernière scène est, comme les autres, très détaillée : on voit Caïn debout, la massue à la main, et Abel couché derrière lui. Deux arbres au feuillage dense sont à l'arrière plan. Dieu le père, à droite de Caïn, lui reproche son acte.
Se faisant face, Marie et Joseph sont rendus comme des bourgeois de la ville de Bruges, habillé de vêtements simples, tous deux dans une contemplation paisible et douce des évènements. Les personnages au deuxième plan sont engagés dans des conversations et semblent se désintéresser des évènements. À l'arrière-plan apparaît, derrière une vallée verte et devant une chaîne de montagne bleue, une ville  dans un paysage semé de collines; elle qui semble contemporaine du tableau, à l'exception des dômes qui symbolisent Jérusalem, et préfigurent ainsi la passion du Christ.

## Conservation
Le tableau a souffert d'une perte de couche picturale, particulièrement à la jointure les planches du panneau, et la peinture est abîmée dans diverses parties, ce qui est notamment visible sur l'épaule de Joseph. L'enfant nu est  couché sur un pan de la robe de Marie; or pendant longtemps, l'enfant était couché sur un disque doré rayonnant  posé sur la robe, et Marie elle-même était auréolée. Ces ajouts, quoique très anciens, ont été enlevés lors d'une restauration à la National Gallery of Art.

## Datation et historique
La datation est incertaine : Maryan Ainsworth penche vers une date tardive (1465). Elle se base sur l'emploi de la perspective, et sur  son assimilation de l'influence de van Eyck et van der Weyden. Elle considère que première nativité ne possède pas encore certains aspects stylistiques, même si l’artiste maîtrise déjà la perspective centrale.  L'examen  dendrochronologique donne, quant à lui, une fourchette entre 1442 (date la plus ancienne) et 1448 (date la plus probable) pour l’abattage de l'arbre dont proviennent les planches, et 1458 comme date présumée de l’œuvre.
Les grandes dimensions du panneau indiquent qu'il était destiné à être le tableau central d'un autel, comme pièce isolée plutôt que comme partie centrale d'un triptyque. On ignore les commanditaires du tableau. 
Le tableau a été acheté par F. M. Zatzenstein (le fondateur de la Galerie Matthiesen de Berlin) à Señora O. Yturbe, et a été vendu en 1930 aux Frères Duveen (en); ceux-ci l'on vendu en décembre 1936 à la Fondation Mellon (en) qui en a fait don à la galerie en 1937.

## Détails du tableau

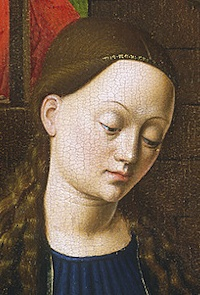
Marie.
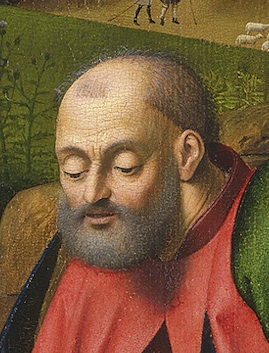
Joseph.
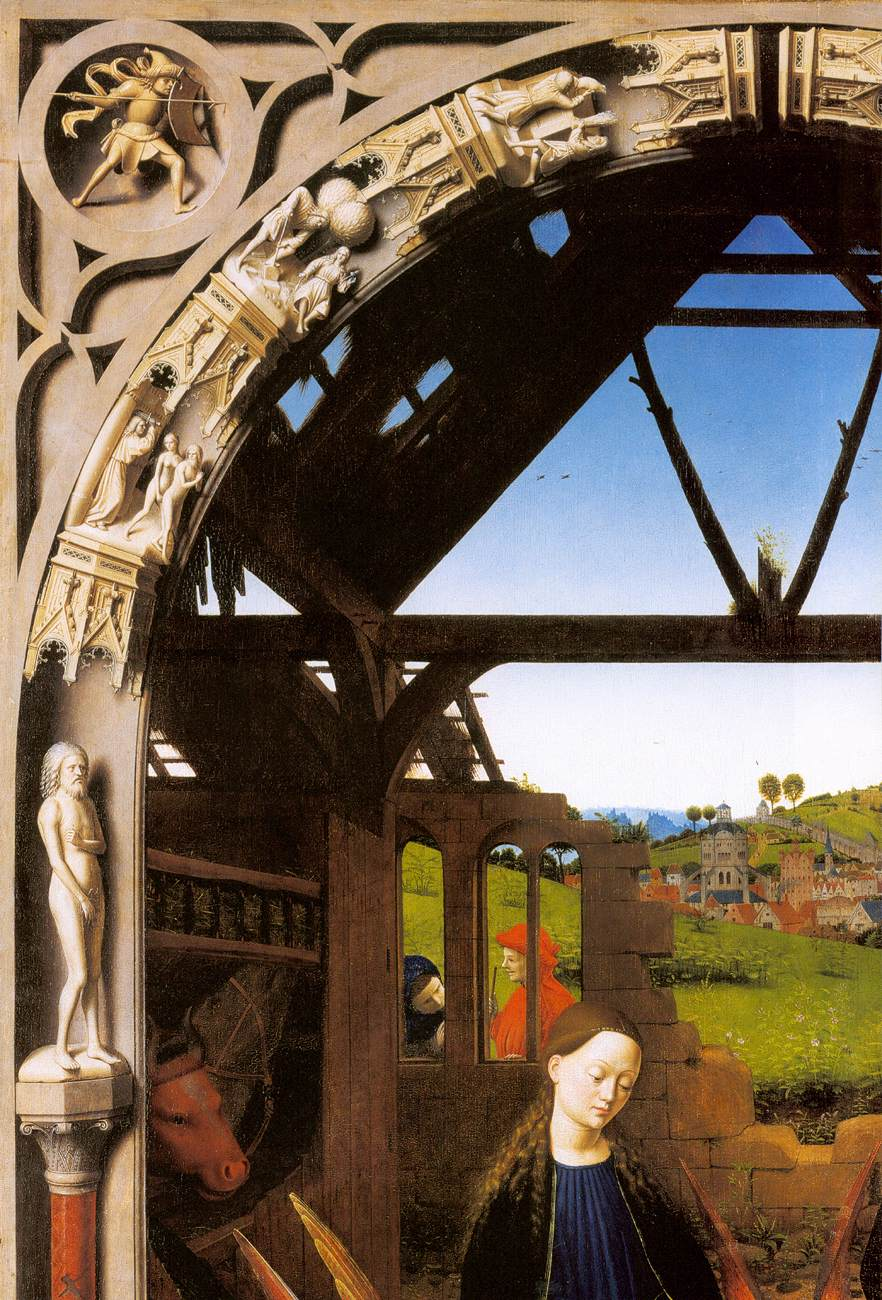
Adam à gauche sur un piédestal.
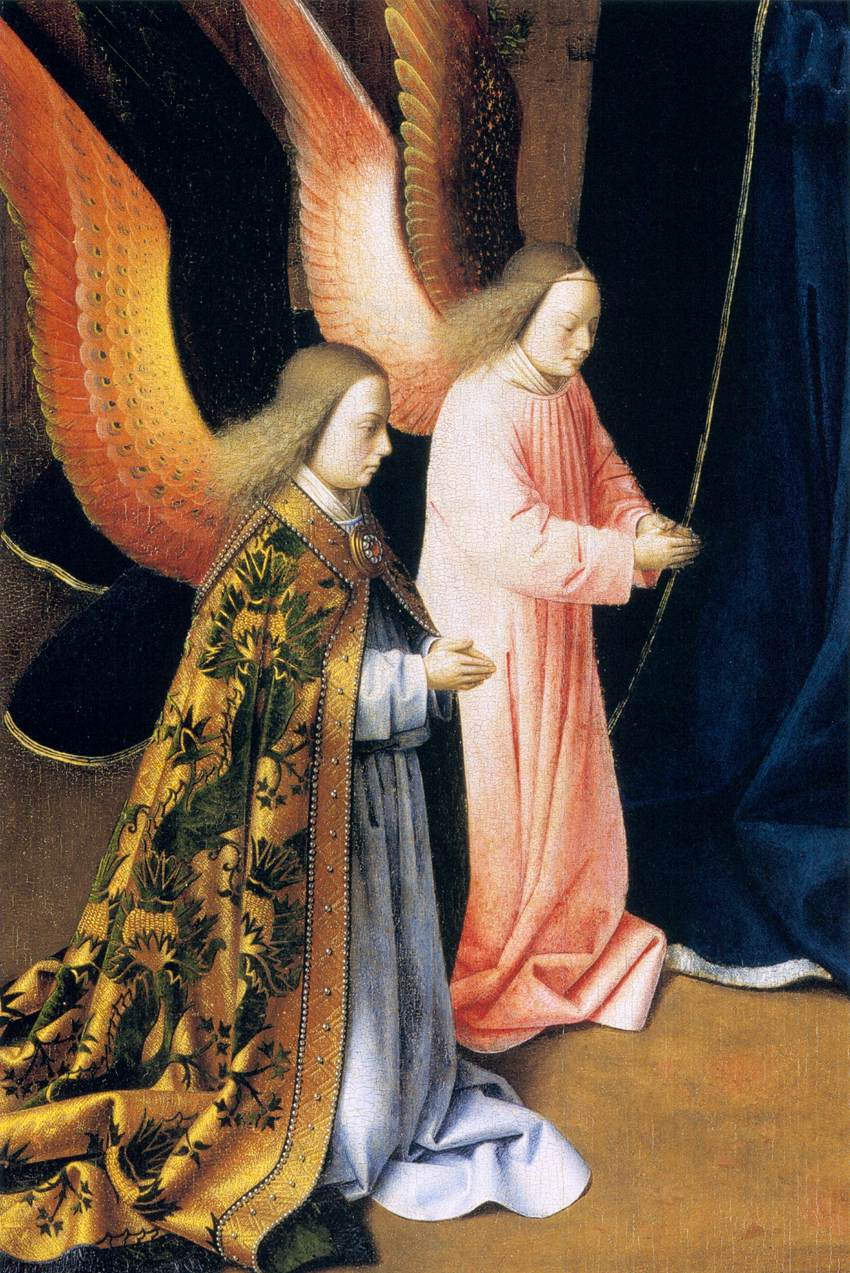
Deux anges en vêtements liturgiques.
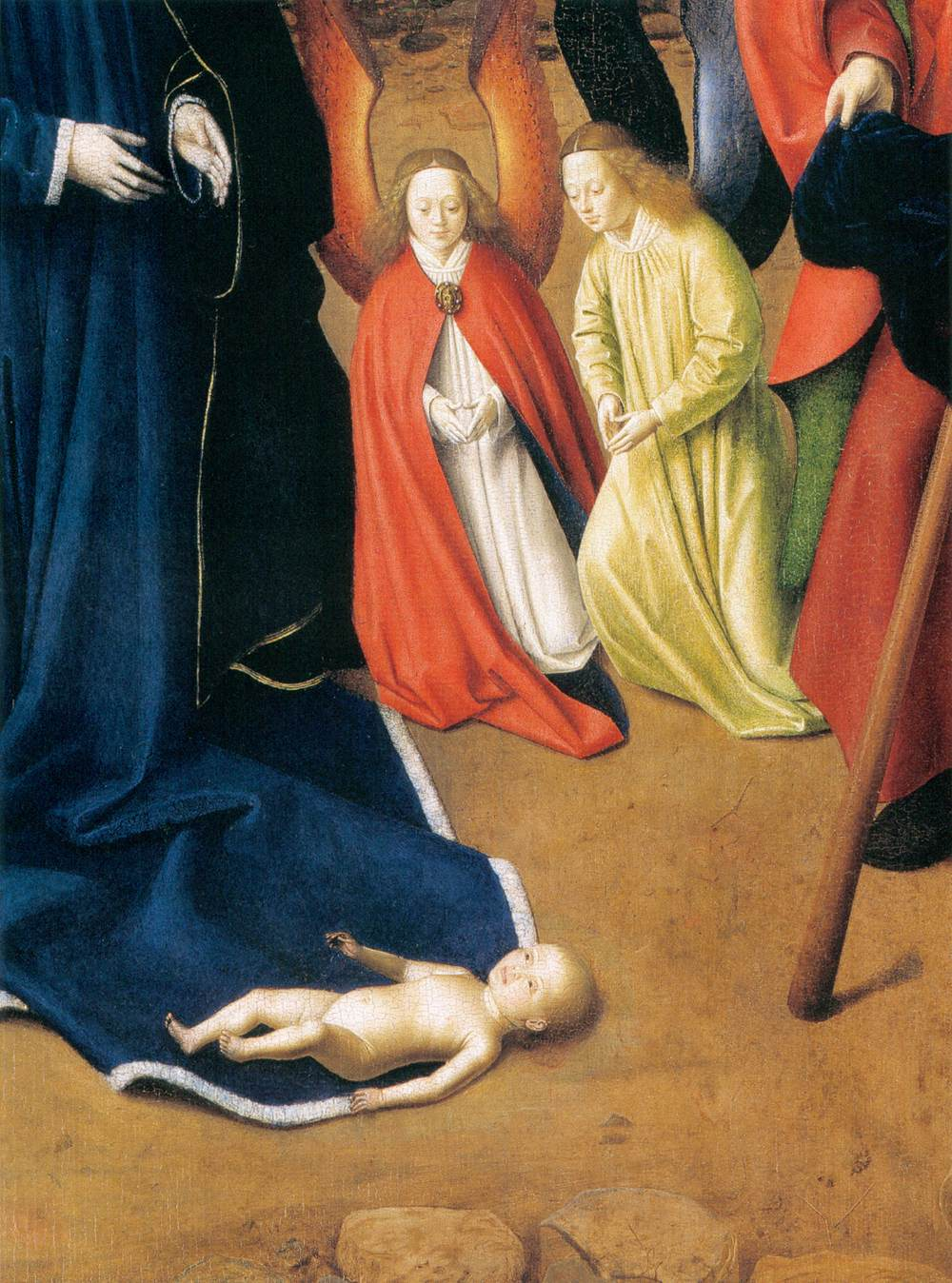
Deux autres anges, devant l'enfant couché sur un pan de robe.
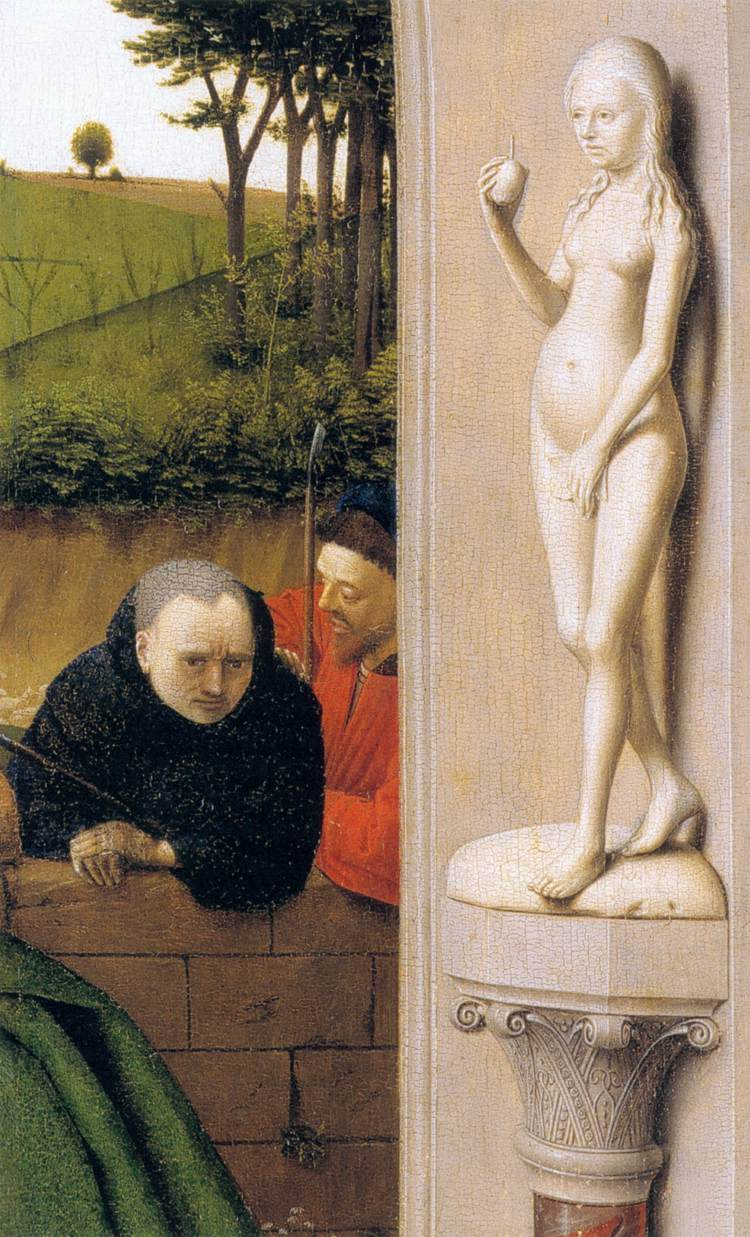
Ève à droite, sur un piédestal, la pomme à la main.
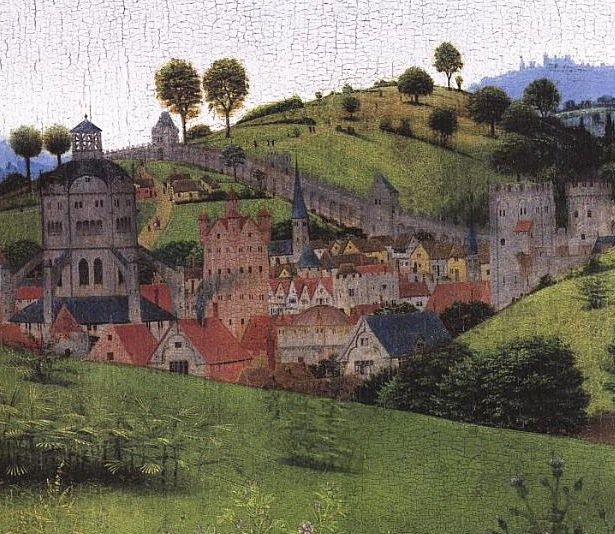
Une ville du XVe siècle. Le temple symbole la ville de Jérusalem.

## Littérature
- Maryan W. Ainsworth et Maximiliaan P. J. Martens (trad. Cécile Krings et Catherine Warnant), Petrus Christus, New York et Gand, Metropolitan Museum of Art et Ludion, 1994 (ISBN 90-5544-055-8 et 978-0-81096-482-2)Version française du catalogue Petrus Christus. Renaissance Master of Bruges paru à l'occasion de l'exposition au MMA (14 avril - 31 juillet 1994)
- Maryan W. Ainsworth (éditeur) et Keith Christiansen (éditeur), From Van Eyck to Bruegel : early Netherlandish painting in the Metropolitan Museum of Art, Metropolitan Museum of Art, 1998 (ISBN 978-0-87099-871-3 et 0-87099-871-4)
- Maryan W. Ainsworth, « The Business of Art: Patrons, Clients and Art Markets », dans Maryan W. Ainsworth et  Keith Christiansen (éditeurs), From Van Eyck to Bruegel : early Netherlandish painting in the Metropolitan Museum of Art, Metropolitan Museum of Art (ISBN 0-87099-871-4)
- Julien Chapuis, « Early Netherlandish Painting: Shifting Perspectives », dans Maryan W. Ainsworth et  Keith Christiansen (éditeurs), From Van Eyck to Bruegel : early Netherlandish painting in the Metropolitan Museum of Art, Metropolitan Museum of Art, 1998 (ISBN 0-87099-871-4)
- Karl M. Birkmeyer, « The Arch Motif in Netherlandish Painting of the Fifteenth Century : A Study in Changing Religious Imagery », The Art Bulletin, vol. 43, no 2,‎ juin 1961, p. 103
- Birkmeyer, Karl M. "The Arch Motif in Netherlandish Painting of the Fifteenth Century: A Study in Changing Religious Imagery". The Art Bulletin, Vol. 43, No. 2 (Jun. 1961),  p. 103
- Max Friedländer, Die altniedländische Malerei, vol. I : Die van Eyck. Petrus Christus, Paul Cassirer, 1924
- Paul Philippot, La Peinture dans les anciens Pays-Bas, Paris, Flammarion, 1994, 303 p. (ISBN 2-08-010937-5), « Du Maître de Flémalle à Hugo van der Goes », p. 27-58